# Европско првенство у фудбалу 2024.
Европско првенство у фудбалу 2024. било је седамнаесто Европско првенство у организацији УЕФА. Одржало се у Немачкој од 14. јуна до 14. јула 2024. Учествовале су 24 репрезентације.
Трећи пут се Првенство Европе играло на подручју Немачке; Западна Немачка је била домаћин такмичења 1988. а четири утакмице током паневропског првенства 2020. игране су у Минхену. Последње репрезентативно фудбалско такмичење које је Немачка самостално организовала било је Светско првенство 2006.
Грузија је први пут заиграла на Европском првенству. Италија је бранила титулу првака. Није била у прилици да одбрани наслов будући да је испала у осмини финала од Швајцарске. Домаћин првенства Немачка елиминисана је у четвртфиналу од Шпаније. У финалу су се састали управо Шпанија као и Енглеска, финалиста претходног Европског првенства. Шпанија је била боља с резултатом 2 : 1 и тако по рекордни четврти пут постала првак Европе.

## Избор домаћина
Дана 8. марта 2017. УЕФА је потврдила да су пријављена два кандидата за организацију првенства: Немачка и Турска. Домаћин је изабран 27. септембра 2018. у Ниону у Швајцарској.
Резултати гласања
| Држава   |         |
| Држава   | гласови |
| -------- | ------- |
| Немачка  | 12      |
| Турска   | 4       |
| уздржани | 1       |
| Укупно   | 17      |

## Стадиони
Европско првенство 2024. играло се на десет стадиона, који се налазе у десет градова широм Немачке.
| Берлин             | Минхен                                                                       | Дортмунд                                                                     | Гелзенкирхен       |
| ------------------ | ---------------------------------------------------------------------------- | ---------------------------------------------------------------------------- | ------------------ |
| Олимпијски стадион | Алијанц Арена                                                                | Сигнал Идуна парк                                                            | Фелтинс арена      |
| Капацитет: 74.461  | Капацитет: 70.076                                                            | Капацитет: 65.849                                                            | Капацитет: 54.740  |
|                    |                                                                              |                                                                              |                    |
| Штутгарт           | БерлинМинхенДортмундГелзенкирхенШтутгартХамбургДиселдорфКелнЛајпцигФранкфурт | БерлинМинхенДортмундГелзенкирхенШтутгартХамбургДиселдорфКелнЛајпцигФранкфурт | Хамбург            |
| МХП Арена          | БерлинМинхенДортмундГелзенкирхенШтутгартХамбургДиселдорфКелнЛајпцигФранкфурт | БерлинМинхенДортмундГелзенкирхенШтутгартХамбургДиселдорфКелнЛајпцигФранкфурт | ХСХ Нордбанк арена |
| Капацитет: 54.697  | БерлинМинхенДортмундГелзенкирхенШтутгартХамбургДиселдорфКелнЛајпцигФранкфурт | БерлинМинхенДортмундГелзенкирхенШтутгартХамбургДиселдорфКелнЛајпцигФранкфурт | Капацитет: 52.245  |
|                    | БерлинМинхенДортмундГелзенкирхенШтутгартХамбургДиселдорфКелнЛајпцигФранкфурт | БерлинМинхенДортмундГелзенкирхенШтутгартХамбургДиселдорфКелнЛајпцигФранкфурт |                    |
| Диселдорф          | Келн                                                                         | Лајпциг                                                                      | Франкфурт          |
| Есприт арена       | Стадион Рајненергија                                                         | Централни стадион                                                            | Комерцбанк арена   |
| Капацитет: 51.031  | Капацитет: 49.827                                                            | Капацитет: 49.539                                                            | Капацитет: 48.387  |
|                    |                                                                              |                                                                              |                    |

## Квалификације
Репрезентација Немачке се као домаћин директно квалификовала на првенство. Главни део квалификација почео је у марту 2023, а завршио се у новембру 2023. У том тренутку учешће на првенству остварила је 21 репрезентација, а за три преостала места бориле су се одговарајуће репрезентације у посебном баражу. Места у баражу припале су екипама преко Лиге нација. Дана 20. септембра 2022. године УЕФА је суспендовала репрезентацију Русије као одговор на инвазију Руске Федерације на Украјину те она није могла учествовати у квалификацијама. Тако је Русија по први пут после 2000. пропустила Европско првенство.
Укупно 53 репрезентације су се такмичиле у квалификацијама. Биле су распоређене у седам група које су бројале пет екипа и три групе које су бројале шест екипа. Као у претходном квалификационом циклусу и у овом су се играле две утакмице по месецу и то у марту, јуну, септембру, октобру и новембру.

### Квалификоване репрезентације
Деветнаест од двадесет и четири репрезентација које су се квалификовале за првенство 2020. такође су се квалификовале и за првенство 2024.
Албанија и Румунија су се квалификовале после пропуштања првенства 2020. док су се Србија и Словенија квалификовале на првенство по први пут после 2000. Грузија се квалификовала по први пут на првенству.
| Репрезентација | Квалификована као      | Датум квалификације | Преглед учешћа на турнирима1, 2                                                        |
| -------------- | ---------------------- | ------------------- | -------------------------------------------------------------------------------------- |
| Немачка        | Домаћин                | 27. септембар 2018. | 13 (19723, 19763, 19803, 19843, 19883, 1992, 1996, 2000, 2004, 2008, 2012, 2016, 2020) |
| Француска      | Победник групе Б       | 13. октобар 2023.   | 10 (1960, 1984, 1992, 1996, 2000, 2004, 2008, 2012, 2016, 2020)                        |
| Белгија        | Победник групе Ф       | 13. октобар 2023.   | 6 (1972, 1980, 1984, 2000, 2016, 2020)                                                 |
| Португал       | Победник групе Ј       | 13. октобар 2023.   | 8 (1984, 1996, 2000, 2004, 2008, 2012, 2016, 2020)                                     |
| Шпанија        | Победник групе А       | 15. октобар 2023.   | 11 (1964, 1980, 1984, 1988, 1996, 2000, 2004, 2008, 2012, 2016, 2020)                  |
| Шкотска        | Другопласирани групе А | 15. октобар 2023.   | 3 (1992, 1996, 2020)                                                                   |
| Турска         | Победник групе Д       | 15. октобар 2023.   | 5 (1996, 2000, 2008, 2016, 2020)                                                       |
| Аустрија       | Другопласирани групе Ф | 16. октобар 2023.   | 3 (2008, 2016, 2020)                                                                   |
| Енглеска       | Победник групе Ц       | 17. октобар 2023.   | 10 (1968, 1980, 1988, 1992, 1996, 2000, 2004, 2012, 2016, 2020)                        |
| Мађарска       | Победник групе Г       | 16. новембар 2023.  | 4 (1964, 1972, 2016, 2020)                                                             |
| Словачка       | Другопласирани групе Ј | 16. новембар 2023.  | 2 (2016, 2020)                                                                         |
| Албанија       | Победник групе Е       | 17. новембар 2023.  | 1 (2016)                                                                               |
| Данска         | Победник групе Х       | 17. новембар 2023.  | 9 (1964, 1984, 1988, 1992, 1996, 2000, 2004, 2012, 2020)                               |
| Холандија      | Другопласирани групе Б | 18. новембар 2023.  | 10 (1976, 1980, 1988, 1992, 1996, 2000, 2004, 2008, 2012, 2020)                        |
| Румунија       | Победник групе И       | 18. новембар 2023.  | 5 (1984, 1996, 2000, 2008, 2016)                                                       |
| Швајцарска     | Другопласирани групе И | 18. новембар 2023.  | 5 (1996, 2004, 2008, 2016, 2020)                                                       |
| Србија         | Другопласирани групе Г | 19. новембар 2023.  | 5 (19604, 19684, 19764, 19844, 20005)                                                  |
| Италија        | Другопласирани групе Ц | 20. новембар 2023.  | 10 (1968, 1980, 1988, 1996, 2000, 2004, 2008, 2012, 2016, 2020)                        |
| Чешка          | Другопласирани групе Е | 20. новембар 2023.  | 10 (19606, 19766, 19806, 1996, 2000, 2004, 2008, 2012, 2016, 2020)                     |
| Словенија      | Другопласирани групе Х | 20. новембар 2023.  | 1 (2000)                                                                               |
| Хрватска       | Другопласирани групе Д | 21. новембар 2023.  | 6 (1996, 2004, 2008, 2012, 2016, 2020)                                                 |
| Пољска         | Победник у баражу А    | 26. март 2024.      | 4 (2008, 2012, 2016, 2020)                                                             |
| Украјина       | Победник у баражу Б    | 26. март 2024.      | 3 (2012, 2016, 2020)                                                                   |
| Грузија        | Победник у баражу Ц    | 26. март 2024.      | 0 (дебитант)                                                                           |

Напомене:
1 Подебљана година означава првака те године
2 Коса година означава домаћина те године
3 Као Западна Немачка
4 Као СФР Југославија
5 Као СР Југославија
6 Као Чехословачка

### Жреб
Жреб се одржао у Елбфилхармонији у Хамбургу, 2. децембра 2023. године. Укупно су биле извучене 24 репрезентације, у 4 шешира по 6 репрезентације. Репрезентације су биле распоређене на основу ранг листе базиране на учинку у квалификацијама. Репрезентација Немачке је као домаћин смештена унапред на позицију А1. Имена три победника из баража која нису била позната за време жреба како се бараж игра у марту 2024. године, су били смештени у шеширу 4.
| Први шешир                                                          | Други шешир                                                   | Трећи шешир                                                     | Четврти шешир                                                    |
| ------------------------------------------------------------------- | ------------------------------------------------------------- | --------------------------------------------------------------- | ---------------------------------------------------------------- |
| - Немачка7 - Португалија - Француска - Шпанија - Белгија - Енглеска | - Мађарска - Турска - Румунија - Данска - Албанија - Аустрија | - Холандија - Шкотска - Хрватска - Словенија - Словачка - Чешка | - Италија - Србија - Швајцарска - Пољска8 - Украјина8 - Грузија8 |

Напомене:
7 Директно смештена у групи А као домаћин.
8 Имена ових репрезентација нису биле познате током жребања.

## Судије
Одређено је укупно 77 судија из 15 држава и то: 19 главних судија, 38 помоћних судија, 20 судија задужене за примену технологије ВАР и 12 судија за подршку (њих шест који имају улогу четвртог судије и других шест који имају улогу резервног помоћног судије).

### Судијске екипе
| Држава      | Судија             | Помоћне судије                              |
| ----------- | ------------------ | ------------------------------------------- |
| Шпанија     | Хесус Хил Манзано  | Дијего Барберо Севиља Анхел Невадо Родригез |
| Италија     | Марко Гвида        | Филипо Мели Ђорђо Перети                    |
| Румунија    | Иштван Ковач       | Овидију Артене Василе Маринеску             |
| Словачка    | Иван Кружљак       | Бранислав Ханчко Јан Позор                  |
| Француска   | Франсоа Летексје   | Сирил Миње Меди Рамуни                      |
| Холандија   | Дани Макели        | Хесел Стегстра Јан де Врис                  |
| Пољска      | Шимон Марћињак     | Томаш Листкјевич Адам Купсик                |
| Турска      | Халил Умут Мелер   | Мустафа Емре Ејсој Керем Ерсој              |
| Шведска     | Глен Ниберг        | Махбод Беиги Андреас Седеквист              |
| Енглеска    | Мајкл Оливер       | Стјуарт Бурт Ден Кук                        |
| Италија     | Данијеле Орсато    | Чиро Карбоне Алесандро Ђалатини             |
| Швајцарска  | Сандро Шерер       | Стефан де Алмеида Беким Зогај               |
| Немачка     | Данијел Зиберт     | Јан Сајдел Рафаел Фолтин                    |
| Португалија | Артур Соарес Дијас | Паоло Соарес Педро Рибеиро                  |
| Енглеска    | Ентони Тејлор      | Адам Нан Гари Бесвик                        |
| Француска   | Клеман Тирпен      | Никола Дано Бенжамен Паж                    |
| Словенија   | Славко Винчић      | Томаж Кланчник Андраж Ковачич               |
| Немачка     | Феликс Цвајер      | Стефан Луп Марко Ашмилер                    |
| Аргентина   | Факундо Тељо       | Габријел Чаде Езекијел Браиловски           |

## Групна фаза
| Група А Група Б Група Ц | Група Д Група Е Група Ф |

### Група А
|    | Табела групе А | И | Д | Н | И | ДГ | ПГ | ГР | Бод. |
| -- | -------------- | - | - | - | - | -- | -- | -- | ---- |
| 1. | Немачка        | 3 | 2 | 1 | 0 | 8  | 2  | +6 | 7    |
| 2. | Швајцарска     | 3 | 1 | 2 | 0 | 5  | 3  | +2 | 5    |
| 3. | Мађарска       | 3 | 1 | 0 | 2 | 2  | 5  | –3 | 3    |
| 4. | Шкотска        | 3 | 0 | 1 | 2 | 2  | 7  | –5 | 1    |

| Немачка                                                                 | 5 : 1  | Шкотска           |
| ----------------------------------------------------------------------- | ------ | ----------------- |
| Вирц 10’ · Мусијала 19’ · Хаверц 45+1’ (пен.) · Филкруг 68’ · Џан 90+3’ | Детаљи | Ридигер 87’ (аг.) |

| Мађарска  | 1 : 3  | Швајцарска                          |
| --------- | ------ | ----------------------------------- |
| Варга 66’ | Детаљи | Дуа 12’ · Ебишер 45’ · Емболо 90+3’ |

| Немачка                     | 2 : 0  | Мађарска |
| --------------------------- | ------ | -------- |
| Мусијала 22’ · Гундоган 67’ | Детаљи |          |

| Шкотска        | 1 : 1  | Швајцарска |
| -------------- | ------ | ---------- |
| Мактоминеј 13’ | Детаљи | Шаћири 26’ |

| Швајцарска | 1 : 1  | Немачка       |
| ---------- | ------ | ------------- |
| Ндоје 28’  | Детаљи | Филкруг 90+2’ |

| Шкотска | 0 : 1  | Мађарска     |
| ------- | ------ | ------------ |
|         | Детаљи | Чобот 90+10’ |

### Група Б
|    | Табела групе Б | И | Д | Н | И | ДГ | ПГ | ГР | Бод. |
| -- | -------------- | - | - | - | - | -- | -- | -- | ---- |
| 1. | Шпанија        | 3 | 3 | 0 | 0 | 5  | 0  | +5 | 9    |
| 2. | Италија        | 3 | 1 | 1 | 1 | 3  | 3  | 0  | 4    |
| 3. | Хрватска       | 3 | 0 | 2 | 1 | 3  | 6  | –3 | 2    |
| 4. | Албанија       | 3 | 0 | 1 | 2 | 3  | 5  | –2 | 1    |

| Шпанија                                | 3 : 0  | Хрватска |
| -------------------------------------- | ------ | -------- |
| Мората 29’ · Руиз 32’ · Карвахал 45+2’ | Детаљи |          |

| Италија                  | 2 : 1  | Албанија   |
| ------------------------ | ------ | ---------- |
| Бастони 11’ · Барела 16’ | Детаљи | Бајрами 1’ |

| Хрватска                        | 2 : 2  | Албанија                |
| ------------------------------- | ------ | ----------------------- |
| Крамарић 74’ · Ђасула 76’ (аг.) | Детаљи | Лачи 11’ · Ђасула 90+4’ |

| Шпанија             | 1 : 0  | Италија |
| ------------------- | ------ | ------- |
| Калафјори 55’ (аг.) | Детаљи |         |

| Албанија | 0 : 1  | Шпанија   |
| -------- | ------ | --------- |
|          | Детаљи | Торес 13’ |

| Хрватска   | 1 : 1  | Италија      |
| ---------- | ------ | ------------ |
| Модрић 55’ | Детаљи | Закањи 90+8’ |

### Група Ц
|    | Табела групе Ц | И | Д | Н | И | ДГ | ПГ | ГР | Бод. |
| -- | -------------- | - | - | - | - | -- | -- | -- | ---- |
| 1. | Енглеска       | 3 | 1 | 2 | 0 | 2  | 1  | +1 | 5    |
| 2. | Данска         | 3 | 0 | 3 | 0 | 2  | 2  | 0  | 3    |
| 3. | Словенија      | 3 | 0 | 3 | 0 | 2  | 2  | 0  | 3    |
| 4. | Србија         | 3 | 0 | 2 | 1 | 1  | 2  | –1 | 2    |

| Словенија | 1 : 1  | Данска      |
| --------- | ------ | ----------- |
| Јанжа 77’ | Детаљи | Ериксен 17’ |

| Србија | 0 : 1  | Енглеска     |
| ------ | ------ | ------------ |
|        | Детаљи | Белингам 13’ |

| Словенија     | 1 : 1  | Србија      |
| ------------- | ------ | ----------- |
| Карничник 69’ | Детаљи | Јовић 90+5’ |

| Данска     | 1 : 1  | Енглеска |
| ---------- | ------ | -------- |
| Јолман 34’ | Детаљи | Кејн 18’ |

| Енглеска | 0 : 0  | Словенија |
| -------- | ------ | --------- |
|          | Детаљи |           |

| Данска | 0 : 0  | Србија |
| ------ | ------ | ------ |
|        | Детаљи |        |

### Група Д
|    | Табела групе Д | И | Д | Н | И | ДГ | ПГ | ГР | Бод. |
| -- | -------------- | - | - | - | - | -- | -- | -- | ---- |
| 1. | Аустрија       | 3 | 2 | 0 | 1 | 6  | 4  | +2 | 6    |
| 2. | Француска      | 3 | 1 | 2 | 0 | 2  | 1  | +1 | 5    |
| 3. | Холандија      | 3 | 1 | 1 | 1 | 4  | 4  | 0  | 4    |
| 4. | Пољска         | 3 | 0 | 1 | 2 | 3  | 6  | –3 | 1    |

| Пољска    | 1 : 2  | Холандија                |
| --------- | ------ | ------------------------ |
| Букса 16’ | Детаљи | Гакпо 29’ · Вегхорст 83’ |

| Аустрија | 0 : 1  | Француска       |
| -------- | ------ | --------------- |
|          | Детаљи | Вебер 38’ (аг.) |

| Пољска      | 1 : 3  | Аустрија                                             |
| ----------- | ------ | ---------------------------------------------------- |
| Пјонтек 30’ | Детаљи | Траунер 9’ · Баумгартнер 66’ · Арнаутовић 78’ (пен.) |

| Холандија | 0 : 0  | Француска |
| --------- | ------ | --------- |
|           | Детаљи |           |

| Холандија             | 2 : 3  | Аустрија                                |
| --------------------- | ------ | --------------------------------------- |
| Гакпо 47’ · Депај 78’ | Детаљи | Мален 6’ (аг.) · Шмид 59’ · Сабицер 80’ |

| Француска        | 1 : 1  | Пољска                 |
| ---------------- | ------ | ---------------------- |
| Мбапе 56’ (пен.) | Детаљи | Левандовски 79’ (пен.) |

### Група Е
|    | Табела групе Е | И | Д | Н | И | ДГ | ПГ | ГР | Бод. |
| -- | -------------- | - | - | - | - | -- | -- | -- | ---- |
| 1. | Румунија       | 3 | 1 | 1 | 1 | 4  | 3  | +1 | 4    |
| 2. | Белгија        | 3 | 1 | 1 | 1 | 2  | 1  | +1 | 4    |
| 3. | Словачка       | 3 | 1 | 1 | 1 | 3  | 3  | 0  | 4    |
| 4. | Украјина       | 3 | 1 | 1 | 1 | 2  | 4  | –2 | 4    |

| Румунија                            | 3 : 0  | Украјина |
| ----------------------------------- | ------ | -------- |
| Станчу 29’ · Марин 53’ · Драгуш 57’ | Детаљи |          |

| Белгија | 0 : 1  | Словачка |
| ------- | ------ | -------- |
|         | Детаљи | Шранц 7’ |

| Словачка  | 1 : 2  | Украјина                     |
| --------- | ------ | ---------------------------- |
| Шранц 17’ | Детаљи | Шапаренко 54’ · Јаремчук 80’ |

| Белгија                     | 2 : 0  | Румунија |
| --------------------------- | ------ | -------- |
| Тилеманс 2’ · де Бројне 80’ | Детаљи |          |

| Словачка | 1 : 1  | Румунија         |
| -------- | ------ | ---------------- |
| Дуда 24’ | Детаљи | Марин 37’ (пен.) |

| Украјина | 0 : 0  | Белгија |
| -------- | ------ | ------- |
|          | Детаљи |         |

### Група Ф
|    | Табела групе Ф | И | Д | Н | И | ДГ | ПГ | ГР | Бод. |
| -- | -------------- | - | - | - | - | -- | -- | -- | ---- |
| 1. | Португал       | 3 | 2 | 0 | 1 | 5  | 3  | +2 | 6    |
| 2. | Турска         | 3 | 2 | 0 | 1 | 5  | 5  | 0  | 6    |
| 3. | Грузија        | 3 | 1 | 1 | 1 | 4  | 4  | 0  | 4    |
| 4. | Чешка          | 3 | 0 | 1 | 2 | 3  | 5  | –2 | 1    |

| Турска                                    | 3 : 1  | Грузија        |
| ----------------------------------------- | ------ | -------------- |
| Мулдур 25’ · Гулер 65’ · Актуркоглу 90+7’ | Детаљи | Микаутадзе 32’ |

| Португал                           | 2 : 1  | Чешка      |
| ---------------------------------- | ------ | ---------- |
| Хранач 69’ (аг.) · Консеисао 90+2’ | Детаљи | Провод 62’ |

| Грузија                 | 1 : 1  | Чешка   |
| ----------------------- | ------ | ------- |
| Микаутадзе 45+4’ (пен.) | Детаљи | Шик 59’ |

| Турска | 0 : 3  | Португал                                      |
| ------ | ------ | --------------------------------------------- |
|        | Детаљи | Силва 21’ · Акајдин 28’ (аг.) · Фернандеш 56’ |

| Грузија                                  | 2 : 0  | Португал |
| ---------------------------------------- | ------ | -------- |
| Кваратшкелија 2’ · Микаутадзе 57’ (пен.) | Детаљи |          |

| Чешка      | 1 : 2  | Турска                       |
| ---------- | ------ | ---------------------------- |
| Соучек 66’ | Детаљи | Чалханоглу 51’ · Тосун 90+4’ |

### Поредак трећепласираних репрезентација
|    | Група | Репрезентација | И | Д | Н | И | ДГ | ПГ | ГР | Бод. |
| -- | ----- | -------------- | - | - | - | - | -- | -- | -- | ---- |
| 1. | Д     | Холандија      | 3 | 1 | 1 | 1 | 4  | 4  | 0  | 4    |
| 2. | Ф     | Грузија        | 3 | 1 | 1 | 1 | 4  | 4  | 0  | 4    |
| 3. | Е     | Словачка       | 3 | 1 | 1 | 1 | 3  | 3  | 0  | 4    |
| 4. | Ц     | Словенија      | 3 | 0 | 3 | 0 | 2  | 2  | 0  | 3    |
| 5. | А     | Мађарска       | 3 | 1 | 0 | 2 | 2  | 5  | –3 | 3    |
| 6. | Б     | Хрватска       | 3 | 0 | 2 | 1 | 3  | 6  | –3 | 2    |

## Елиминациона фаза
|  | Осмина финала          | Осмина финала      |                    |       | Четвртфинале | Четвртфинале |  |  | Полуфинале | Полуфинале |  |  | Финале | Финале |
|  |                        |                    |                    |       |              |              |  |  |            |            |  |  |        |        |
|  | 30. јун — Келн         |                    |                    |       |              |              |  |  |            |            |  |  |        |        |
|  |                        |                    |                    |       |              |              |  |  |            |            |  |  |        |        |
|  | Шпанија                | 4                  |                    |       |              |              |  |  |            |            |  |  |        |        |
|  | Шпанија                | 4                  | 5. јул — Штутгарт  |       |              |              |  |  |            |            |  |  |        |        |
|  | Грузија                | 1                  |                    |       |              |              |  |  |            |            |  |  |        |        |
|  | Грузија                | 1                  | Шпанија (прод.)    | 2     |              |              |  |  |            |            |  |  |        |        |
|  | 29. јун — Дортмунд     |                    | Шпанија (прод.)    | 2     |              |              |  |  |            |            |  |  |        |        |
|  |                        | Немачка            | 1                  |       |              |              |  |  |            |            |  |  |        |        |
|  | Немачка                | Немачка            | 1                  | 2     |              |              |  |  |            |            |  |  |        |        |
|  | Немачка                |                    | 9. јул — Минхен    | 2     |              |              |  |  |            |            |  |  |        |        |
|  | Данска                 | 0                  |                    |       |              |              |  |  |            |            |  |  |        |        |
|  | Данска                 | 0                  | Шпанија            | 2     |              |              |  |  |            |            |  |  |        |        |
|  | 1. јул — Франкфурт     |                    | Шпанија            | 2     |              |              |  |  |            |            |  |  |        |        |
|  |                        | Француска          | 1                  |       |              |              |  |  |            |            |  |  |        |        |
|  | Португал (пен.)        | Француска          | 1                  | 0 (3) |              |              |  |  |            |            |  |  |        |        |
|  | Португал (пен.)        | 5. јул — Хамбург   |                    | 0 (3) |              |              |  |  |            |            |  |  |        |        |
|  | Словенија              | 0 (0)              |                    |       |              |              |  |  |            |            |  |  |        |        |
|  | Словенија              | 0 (0)              | Португал           | 0 (3) |              |              |  |  |            |            |  |  |        |        |
|  | 1. јул — Диселдорф     |                    | Португал           | 0 (3) |              |              |  |  |            |            |  |  |        |        |
|  |                        | Француска (пен.)   | 0 (5)              |       |              |              |  |  |            |            |  |  |        |        |
|  | Француска              | Француска (пен.)   | 0 (5)              | 1     |              |              |  |  |            |            |  |  |        |        |
|  | Француска              |                    | 14. јул — Берлин   | 1     |              |              |  |  |            |            |  |  |        |        |
|  | Белгија                | 0                  |                    |       |              |              |  |  |            |            |  |  |        |        |
|  | Белгија                | 0                  | Шпанија            | 2     |              |              |  |  |            |            |  |  |        |        |
|  | 2. јул — Минхен        |                    | Шпанија            | 2     |              |              |  |  |            |            |  |  |        |        |
|  |                        | Енглеска           | 1                  |       |              |              |  |  |            |            |  |  |        |        |
|  | Румунија               | Енглеска           | 1                  | 0     |              |              |  |  |            |            |  |  |        |        |
|  | Румунија               | 6. јул — Берлин    |                    | 0     |              |              |  |  |            |            |  |  |        |        |
|  | Холандија              | 3                  |                    |       |              |              |  |  |            |            |  |  |        |        |
|  | Холандија              | 3                  | Холандија          | 2     |              |              |  |  |            |            |  |  |        |        |
|  | 2. јул — Лајпциг       |                    | Холандија          | 2     |              |              |  |  |            |            |  |  |        |        |
|  |                        | Турска             | 1                  |       |              |              |  |  |            |            |  |  |        |        |
|  | Аустрија               | Турска             | 1                  | 1     |              |              |  |  |            |            |  |  |        |        |
|  | Аустрија               |                    | 10. јул — Дортмунд | 1     |              |              |  |  |            |            |  |  |        |        |
|  | Турска                 | 2                  |                    |       |              |              |  |  |            |            |  |  |        |        |
|  | Турска                 | 2                  | Холандија          | 1     |              |              |  |  |            |            |  |  |        |        |
|  | 30. јун — Гелзенкирхен |                    | Холандија          | 1     |              |              |  |  |            |            |  |  |        |        |
|  |                        | Енглеска           | 2                  |       |              |              |  |  |            |            |  |  |        |        |
|  | Енглеска (прод.)       | Енглеска           | 2                  | 2     |              |              |  |  |            |            |  |  |        |        |
|  | Енглеска (прод.)       | 6. јул — Диселдорф |                    | 2     |              |              |  |  |            |            |  |  |        |        |
|  | Словачка               | 1                  |                    |       |              |              |  |  |            |            |  |  |        |        |
|  | Словачка               | 1                  | Енглеска (пен.)    | 1 (5) |              |              |  |  |            |            |  |  |        |        |
|  | 29. јун — Берлин       |                    | Енглеска (пен.)    | 1 (5) |              |              |  |  |            |            |  |  |        |        |
|  |                        | Швајцарска         | 1 (3)              |       |              |              |  |  |            |            |  |  |        |        |
|  | Швајцарска             | Швајцарска         | 1 (3)              | 2     |              |              |  |  |            |            |  |  |        |        |
|  | Швајцарска             |                    |                    | 2     |              |              |  |  |            |            |  |  |        |        |
|  | Италија                | 0                  |                    |       |              |              |  |  |            |            |  |  |        |        |
|  | Италија                | 0                  |                    |       |              |              |  |  |            |            |  |  |        |        |

### Осмина финала
| Швајцарска               | 2 : 0  | Италија |
| ------------------------ | ------ | ------- |
| Фројлер 37’ · Варгас 46’ | Детаљи |         |

| Немачка                          | 2 : 0  | Данска |
| -------------------------------- | ------ | ------ |
| Хаверц 53’ (пен.) · Мусијала 68’ | Детаљи |        |

| Енглеска                  | 2 : 1 (прод.) | Словачка  |
| ------------------------- | ------------- | --------- |
| Белингам 90+5’ · Кејн 91’ | Детаљи        | Шранц 25’ |

| Шпанија                                        | 4 : 1  | Грузија             |
| ---------------------------------------------- | ------ | ------------------- |
| Родри 39’ · Руиз 51’ · Вилијамс 75’ · Олмо 83’ | Детаљи | Ле Норман 18’ (аг.) |

| Француска           | 1 : 0  | Белгија |
| ------------------- | ------ | ------- |
| Вертонген 85’ (аг.) | Детаљи |         |

| Португал                    | 0 : 0 (прод.) | Словенија              |
| --------------------------- | ------------- | ---------------------- |
|                             | Детаљи        |                        |
| Пенали                      |               |                        |
| Роналдо · Фернандес · Силва | 3 : 0         | Иличић Балковец Вербич |

| Румунија | 0 : 3  | Холандија                    |
| -------- | ------ | ---------------------------- |
|          | Детаљи | Гакпо 20’ · Мален 83’, 90+3’ |

| Аустрија     | 1 : 2  | Турска          |
| ------------ | ------ | --------------- |
| Грегорич 66’ | Детаљи | Демирал 1’, 59’ |

### Четвртфинале
| Шпанија                | 2 : 1 (прод.) | Немачка  |
| ---------------------- | ------------- | -------- |
| Олмо 51’ · Мерино 119’ | Детаљи        | Вирц 89’ |

| Португал                          | 0 : 0 (прод.) | Француска                                     |
| --------------------------------- | ------------- | --------------------------------------------- |
|                                   | Детаљи        |                                               |
| Пенали                            |               |                                               |
| Роналдо · Силва · Феликс · Мендеш | 3 : 5         | Дембеле · Фофана · Кунде · Баркола · Ернандез |

| Енглеска                                            | 1 : 1 (прод.) | Швајцарска                     |
| --------------------------------------------------- | ------------- | ------------------------------ |
| Сака 80’                                            | Детаљи        | Емболо 75’                     |
| Пенали                                              |               |                                |
| Палмер · Белингам · Сака · Тони · Александер Арнолд | 5 : 3         | Аканџи · Шер · Шаћири · Амдуни |

| Холандија                      | 2 : 1  | Турска      |
| ------------------------------ | ------ | ----------- |
| Де Врај 70’ · Мулдур 76’ (аг.) | Детаљи | Акајдин 35’ |

### Полуфинале
| Шпанија              | 2 : 1  | Француска     |
| -------------------- | ------ | ------------- |
| Јамал 21’ · Олмо 25’ | Детаљи | Коло Муани 9’ |

| Холандија | 1 : 2  | Енглеска                        |
| --------- | ------ | ------------------------------- |
| Симонс 7’ | Детаљи | Кејн 18’ (пен.) · Воткинс 90+1’ |

### Финале
| Шпанија                      | 2 : 1  | Енглеска   |
| ---------------------------- | ------ | ---------- |
| Вилијамс 47’ · Ојарзабал 86’ | Детаљи | Палмер 73’ |

| Победник Европског првенства у фудбалу 2024. |
| Шпанија Четврта титула                       |

## Статистике

### Најбољи стрелци првенства
3 гола
| - Георгес Микаутадзе - Хари Кејн | - Џамал Мусијала - Иван Шранц | - Коди Гакпо - Дани Олмо |

2 гола
| - Џуд Белингам - Кај Хаверц - Флоријан Вирц - Никлас Филкруг | - Разван Марин - Мерих Демирал - Донијел Мален | - Брил Емболо - Нико Вилијамс - Фабијан Руиз |

1 гол
| - Клаус Ђасула - Недим Бајрами - Ћазим Лачи - Гернот Траунер - Кристоф Баумгартнер - Марко Арнаутовић - Марсел Сабицер - Михаел Грегорич - Романо Шмид - Јури Тилеманс - Кевин де Бројне - Квича Кваратшкелија - Кристијан Ериксен - Мортен Хјулманд - Букајо Сака - Кол Палмер - Оли Воткинс - Алесандро Бастони - Матија Закањи - Николо Барела - Барнабаш Варга - Кевин Чобот - Емре Џан - Илкај Гундоган | - Адам Букса - Кжиштоф Пјонтек - Роберт Левандовски - Бернардо Силва - Бруно Фернандеш - Франсиско Консеисао - Денис Драгуш - Николај Станчу - Ондреј Дуда - Жан Карничник - Ерик Јанжа - Лука Јовић - Арда Гулер - Керем Актуркоглу - Мерт Мулдур - Самет Акајдин - Хакан Чалханоглу - Џенк Тосун - Микола Шапаренко - Роман Јаремчук - Килијан Мбапе - Рандал Коло Муани - Ваут Вегхорст | - Мемфис Депај - Стефан де Врај - Ксави Симонс - Андреј Крамарић - Лука Модрић - Лукаш Провод - Патрик Шик - Томаш Соучек - Дан Ндоје - Квадво Дуа - Мишел Ебишер - Ремо Фројлер - Рубен Варгас - Џердан Шаћири - Скот Мактоминеј - Алваро Мората - Дани Карвахал - Ламин Јамал - Микел Мерино - Микел Ојарзабал - Родри - Феран Торес |

Аутогол
| - Клаус Ђасула (против Хрватске) - Максимилијан Вебер (против Француске) - Јан Вертонген (против Француске) - Рикардо Калафјори (против Шпаније) - Антонио Ридигер (против Шкотске) | - Мерт Мулдур (против Холандије) - Самет Акајдин (против Португалије) - Донијел Мален (против Аустрије) - Робин Хранач (против Португалије) - Робин Ле Норман (против Грузије) |

### Награде

#### Најбољи тим
Техничка комисија УЕФЕ је одабрала 11 најбољих играча првенства од којих је чак шест из шпанске репрезентације.
| Голман     | Одбрана                                               | Средина                      | Нападачи                                 |
| ---------- | ----------------------------------------------------- | ---------------------------- | ---------------------------------------- |
| Мајк Мењон | Кајл Вокер Мануел Аканџи Вилијам Салиба Марк Кукуреља | Дани Олмо Родри Фабијан Руиз | Ламин Јамал Џамал Мусијала Нико Вилијамс |

#### Најбољи играч
Награда за играча првенства додељена је Родрију.

#### Најбољи млади играч
Награда за младог играча првенства, која је отворена за оне играче рођене после 1. јануара 2002. године, додељена је Ламину Јамалу.

#### Златна копачка
Златна копачка је припала 6 играча: Дани Олму, Џамалу Мусијали, Георгесу Микаутадзеу, Харију Кејну, Кодију Гакпу и Ивану Шранцу који имају по 3 постигнутих голова.

### Новчане награде
Новчане награде су одређене у децембру 2023. Свака репрезентација је добила накнаду за учешће у износу од 9,25 милиона евра, а победник првенства може зарадити највише 28.25 милиона евра, ако добије све три утакмице у групи.
| Фаза такмичења      | Износ                                                  | Бр. репрезентација |
| ------------------- | ------------------------------------------------------ | ------------------ |
| Учешће на првенству | 9,25 милиона евра                                      | 24                 |
| Групна фаза         | 1,5 милиона евра за победу 500.000 хиљада евра за реми | 24                 |
| Осмина финала       | 1.5 милиона евра                                       | 16                 |
| Четвртфинале        | 2.5 милиона евра                                       | 8                  |
| Полуфинале          | 4 милиона евра                                         | 4                  |
| Финалиста           | 5 милиона евра                                         | 1                  |
| Победник            | 8 милиона евра                                         | 1                  |

## Коначни пласман учесника
| Прво место Друго место Од 3. до 4. места | Од 5. до 8. места Од 9. до 16. места Од 17. до 24. места |

| Поз                         | Тим        | Г | ИГ | П | Н | И | ГД | ГП | ГР  | Бод. |
| --------------------------- | ---------- | - | -- | - | - | - | -- | -- | --- | ---- |
| Финале                      |            |   |    |   |   |   |    |    |     |      |
| 1                           | Шпанија    | Б | 7  | 7 | 0 | 0 | 15 | 2  | +13 | 21   |
| 2                           | Енглеска   | Ц | 7  | 3 | 3 | 1 | 8  | 6  | +2  | 12   |
| Елиминисани у полуфиналу    |            |   |    |   |   |   |    |    |     |      |
| 3                           | Холандија  | Д | 6  | 3 | 1 | 2 | 10 | 7  | +3  | 10   |
| 4                           | Француска  | Д | 6  | 2 | 3 | 1 | 4  | 3  | +1  | 9    |
| Елиминисани у четвртфиналу  |            |   |    |   |   |   |    |    |     |      |
| 5                           | Немачка    | А | 5  | 3 | 1 | 1 | 11 | 4  | +7  | 10   |
| 6                           | Швајцарска | А | 5  | 2 | 3 | 0 | 8  | 4  | +4  | 9    |
| 7                           | Турска     | Ф | 5  | 3 | 0 | 2 | 8  | 8  | 0   | 9    |
| 8                           | Португал   | Ф | 5  | 2 | 2 | 1 | 5  | 3  | +2  | 8    |
| Елиминисани у осмини финала |            |   |    |   |   |   |    |    |     |      |
| 9                           | Аустрија   | Д | 4  | 2 | 0 | 2 | 7  | 6  | +1  | 6    |
| 10                          | Белгија    | Е | 4  | 1 | 1 | 2 | 2  | 2  | 0   | 4    |
| 11                          | Словенија  | Ц | 4  | 0 | 4 | 0 | 2  | 2  | 0   | 4    |
| 12                          | Словачка   | Е | 4  | 1 | 1 | 2 | 4  | 5  | –1  | 4    |
| 13                          | Румунија   | Е | 4  | 2 | 2 | 2 | 4  | 6  | –2  | 4    |
| 14                          | Италија    | Б | 4  | 1 | 1 | 2 | 3  | 5  | –2  | 4    |
| 15                          | Грузија    | Ф | 4  | 1 | 1 | 2 | 5  | 8  | –3  | 4    |
| 16                          | Данска     | Ц | 4  | 0 | 3 | 1 | 2  | 4  | –2  | 3    |
| Елиминисани у групној фази  |            |   |    |   |   |   |    |    |     |      |
| 17                          | Украјина   | Е | 3  | 1 | 1 | 1 | 2  | 4  | –2  | 4    |
| 18                          | Мађарска   | А | 3  | 1 | 0 | 2 | 2  | 5  | –3  | 3    |
| 19                          | Србија     | Ц | 3  | 0 | 2 | 1 | 1  | 2  | –1  | 2    |
| 20                          | Хрватска   | Б | 3  | 0 | 2 | 1 | 3  | 6  | –3  | 2    |
| 21                          | Албанија   | Б | 3  | 0 | 1 | 2 | 3  | 5  | –2  | 1    |
| 22                          | Чешка      | Ф | 3  | 0 | 1 | 2 | 3  | 5  | –2  | 1    |
| 23                          | Пољска     | Д | 3  | 0 | 1 | 2 | 3  | 6  | –3  | 1    |
| 24                          | Шкотска    | А | 3  | 0 | 1 | 2 | 2  | 7  | –5  | 1    |

## Симболи првенства

### Лого и слоган
Званични лого је представљен 5. октобра 2021. године током церемоније одржане на олимпијском стадиону у Берлину. Лого представља трофеј првенства са 24 правоугаоника комбинацијом боја застава свих УЕФА чланица окружених око трофеја који представљају 24 учесника на првенству и кругом у облику олимпијског стадиона у Берлину.
Званични слоган првенства гласи Уједињени фудбалом. Уједињени у срцу Европе. Слоган је изабран како би промовисао разноликост и укључивање.
Сваки појединачни град домаћин такође има и свој јединствени лого. На правоугаоним логотиповима, на левој страни, налази се текст UEFA EURO 2024, на дну логотипова налази се назив самог града (све великим словима), главни лого првенства с леве стране и локална знаменитост с десне стране. Текст на сваком логоу исписан је на енглеском.
| Домаћин      | Знаменитост                                        |
| ------------ | -------------------------------------------------- |
| Берлин       | Бранденбуршка капија                               |
| Гелзенкирхен | Музичко позориште у Рурској области                |
| Диселдорф    | Шлостурм торан, Рајнтурм торан и Рајнкнибрике мост |
| Дортмунд     | Дортмундски У-торањ                                |
| Келн         | Келнска катедрала                                  |
| Лајпциг      | Споменик бици код Лајпцига                         |
| Минхен       | Фрауенкирхе црква                                  |
| Франкфурт    | Ремер средњовековна зграда                         |
| Хамбург      | Хала Елбфилхармонија                               |
| Штутгарт     | Штутгартски телевизијски торањ                     |

### Маскота
Маскота је представљена 20. јуна 2023. године, током трајања пријатељске утакмице између домаће селекције Немачке и Колумбије у Гелзенкирхену. Маскота представља браон црнооког плишаног меду који носи плави дрес са бројем 24. Као и у случају маскоте за првенство 2016. године, такође је и овде јавност могла да бира званично име маскоте, где су опције биле 4 именаː Алберт, Бернардо, Бернхарт и Херци вон Бер. Гласање је трајало до 5. јула 2023, а истог дана је објављено да ће званично име маскоте бити Алберт како је освојио 32% гласова јавности.

### Лопта
Званична лопта првенства је Адидас фусбалибе (Adidas Fussballliebe), која је представљена 15. новембра 2023. У преводу „љубав према фудбалу” са немачког језика, садржи црне криласте фигуре са црвеним, плавим, наранџастим и зеленим ивицама и кривама да прикаже квалификованим репрезентацијама вибрације према првенству и колико љубави фудбалу дају обожаваоци фудбала. Стадиони са првенства се појављују поред имена сваког града домаћина на лопти. Креиран од одрживог биоразградивог материјала, ово је прва лопта на првенству која садржи „технологију повезане лопте”, која садржи интерне електричне сензоре, које дозвољавају судијама да их користе у случају доношења упитних одлука.

### Спонзори
-[76]
- [77]
- [78]
- [79]
- [80]

### Домаћи спонзори
- Bitburger Brewery[81]
- Deutsche Bahn[82]
- Deutsche Telekom[83]
- Ergo Group[84]
- Wiesenhof[85]

По први пут у историји, званични албум за сличице неће објавити компанија Панини, већ ће почевши од овог првенства то урадити компанија Topps.